# System Syn
System Syn ist eine US-amerikanische Electro-Industrial-Band aus Los Angeles, die 1997 vom Maler und Musiker Clint Carney gegründet wurde.

## Biografie
Clint Carneys ersten musikalischen Fortschritte begannen als Songwriter mit System Syn im Jahr 1997. Die ersten sieben Jahre gab es Eigenveröffentlichungen von fünf Alben, drei EPs und über fünfzehn Remixe für top Elektro-Interpreten auf sieben verschiedenen Compilationen.
Insbesondere machte sich die Band durch ihre Liveauftritte mit Künstlern wie Love and Rockets, Bauhaus, Seabound uvm. sehr beliebt.
2004 folgte der erste Plattenvertrag und so erschien das erste internationale Debütalbum "Premeditated" unter dem Label Sector 9 Studios in den USA und Out of Line in Europa. Nach der nordamerikanischen Tour im November 2004, nahm System Syn in Deutschland am Out Of Line Electro Festival neben den acts wie Hocico, Icon of Coil und God Module teil. 2005 folgte der Wechsel zu Metropolis Records.

## Diskografie

### Alben
- 1997 Hate Parade (CD)
- 1998 Into The Sewer (CD)
- 2001 A Human Quality (CD)
- 2001 Detached (CD)
- 2002 For Memories You'll Never Have (CD)
- 2004 Premeditated (CD)
- 2005 Postscript (CD)
- 2006 The Mourning Ritual (CD)
- 2008 End (CD)
- 2010 Strangers (CD)
- 2011 All Seasons Pass (CD)

### EPs
- 2000 Electromedica Part One (CD)
- 2000 Electromedica Part Two (CD)

### Singles
- 2001 Tomorrow Wendy (CD) - (limitiert auf 100 Exemplare)
- 2004 Momentary Absolution (CD) - (limitiert auf 3000 Exemplare)
- 2008 Like every insect (CD)
- 2010 Here's to You (CD)